# Andrena decaocta
Andrena decaocta är en biart som beskrevs av Warncke 1967. Andrena decaocta ingår i släktet sandbin, och familjen grävbin. Inga underarter finns listade i Catalogue of Life.